# تدخل (جيولوجيا)

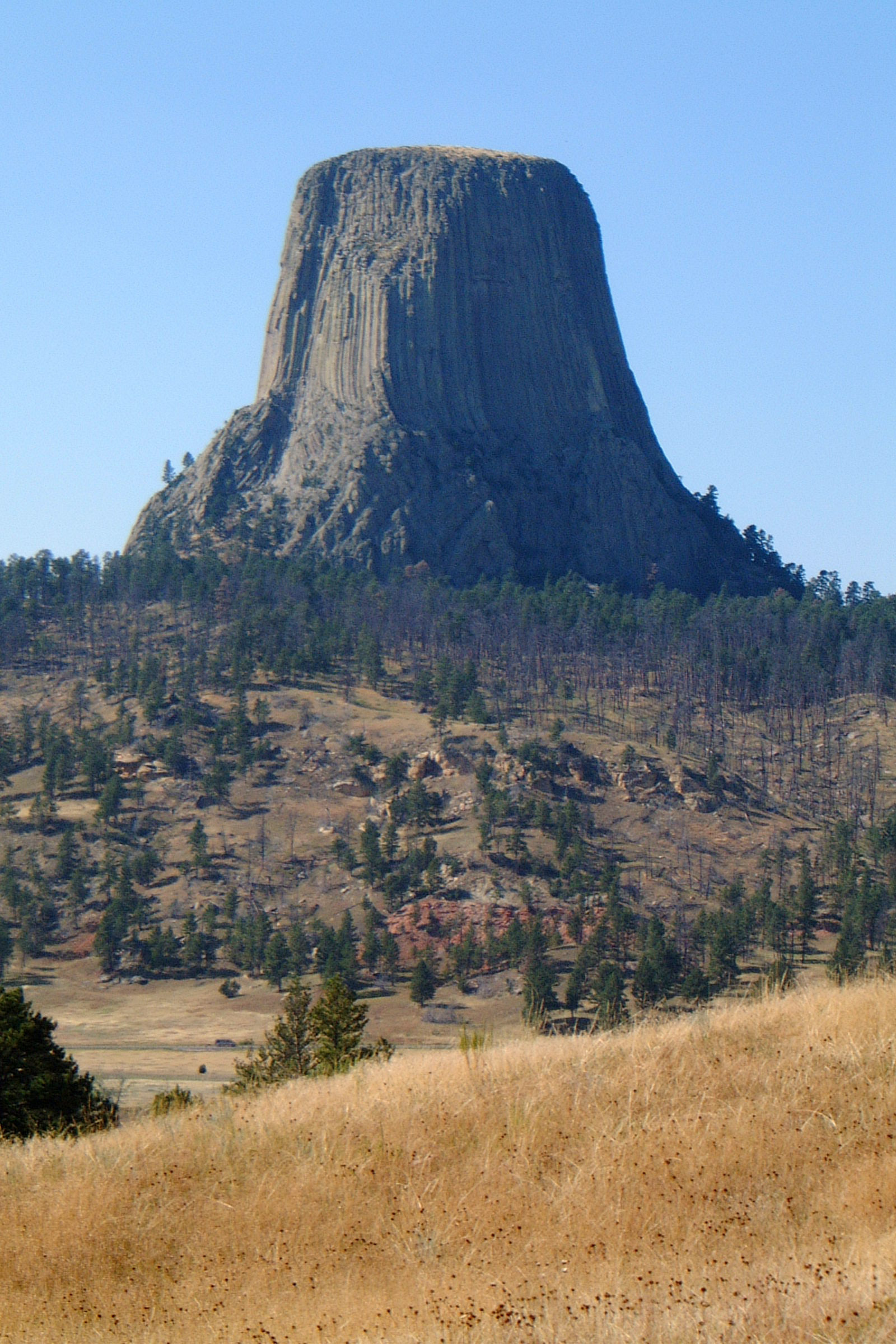
برج الشياطين بروز تدخل ناري عندما تعرت الصخور اللينة المحيطة.

التدخل أو الاندساس أو الإقحام هو صخرة سائلة تتكون تحت سطح الأرض. تندفع الصهارة ببطء من أعماق الأرض لأعلى داخل أي شقوق أو فراغات تجدها، فتدفع في بعض الأحيان صخور المنطقة الموجودة خارجًا، وهي عملية تستغرق ملايين السنين. وبينما تبرد الصخرة السائلة ببطء وتتصلب، تتبلور أجزاء مختلفة من الصهارة إلى معادن. والعديد من طبقات الجبال، مثل سلسلة جبال سييرا نيفادا في ولاية كاليفورنيا، تكونت في الغالب عن طريق الصخر المتدخل، أو تكونات الجرانيت الكبيرة (أو الصخور ذات الصلة).
يُعتبر التدخل أحد طريقين يمكن للصخر الناري تكوينه، والطريق الآخر هو التنبُّط، أي ثوران بركاني أو حدث مشابه. ومن الناحية الفنية، فالتدخل هو أي تكون لصخر ناري؛ صخر تكوّن من الصهارة ثم برد وتصلب داخل القشرة الأرضية للكوكب. وفي المقابل، التنبُّط يتكون من صخر نابط؛ صخر تكوّن فوق سطح القشرة الأرضية.
تختلف عمليات التدخل بشكل كبير، من الباثوليت الذي بحجم الطبقات الجبلية إلى العروقالرقيقة مثل حشوات الشقوق من الأبليت أو البجماتيت. وعندما تتعرض للتعرية، يمكن أن تحتل هذه اللباب الصخرية والمسماة بالباثوليت مساحات كبيرة من سطح الأرض. وتسمى الأحجام الكبيرة من الصهارة التي تتصلب تحت الأرض قبل الوصول لسطح القشرة الأرضية بصخور بلوتون.
تسمى الصخور النارية المسترسبة خشنة الحبيبات التي تتكون في أعماق الأرض بالصخور السحيقة بينما تسمى الصخور التي تتكون بالقرب من السطح بالصخور الوسيطة. وتصنف البنية المتدخلة عادة وفقًا لما إذا كانت موازية لمستويات الطباقية أو تورق لصخور المنطقة:، فإذا كان التدخل موازيًا كانت البنية متوافقة، وإن كان غير ذلك كانت البنية غير متوافقة.
وبرج الشياطين من الأمثلة المعروفة للتدخل .

## الأنواع البنيوية

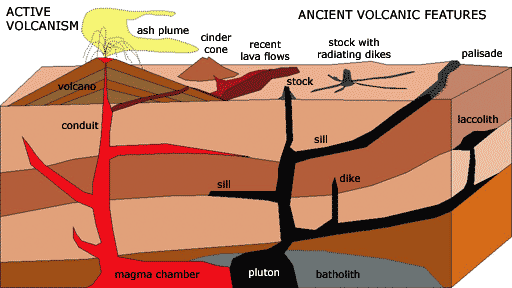
رسم توضيحي يبين الأنواع المختلفة للتدخل الناري.

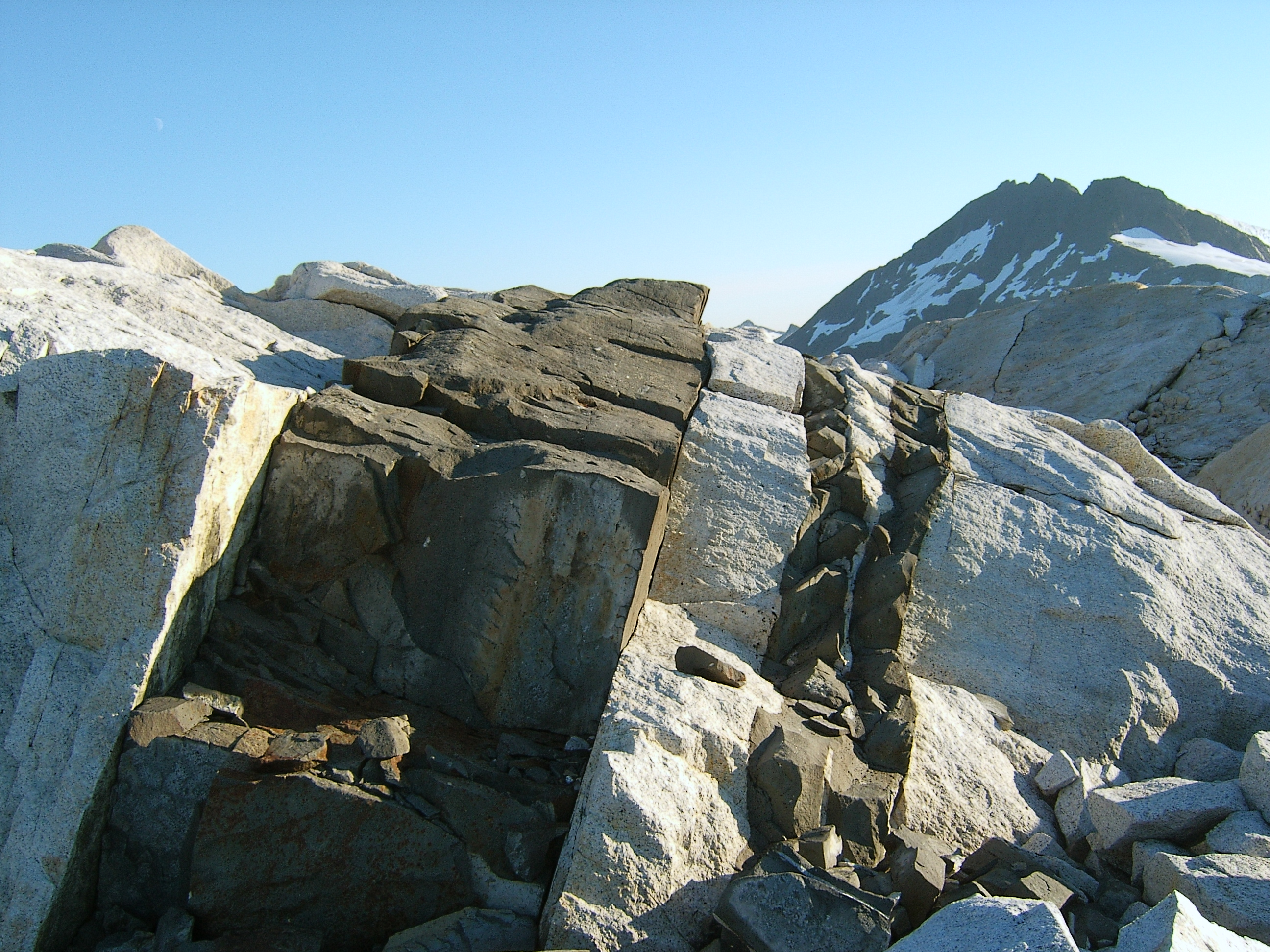
جيب نافذ يتدخل بين صخور المنطقة، جزيرة بارانوف، ألاسكا، الولايات المتحدة الأمريكية.

يمكن تصنيف التدخلات وفقًا لشكل وحجم الكتلة الصخرية المتدخلة وعلاقتها بالتكوينات الأخرى التي تتدخل بها:
باثوليت: تدخل كبير غير متوافق وغير منتظم
جيب نافذ]: كتلة صخرية غير متوافقة صفيحية الشكل وضيقة نسبيًا، وغالبًا عمودية.
لاكوليت: كتلة صخرية متوافقة مع قاعدة مسطحة تقريبًا وقمة محدبة، عادة بأنبوب مغذٍ لأسفل
لوبوليت: كتلة صخرية متوافقة مع قمة مسطحة تقريبًا وقاعدة محدبة وسطحية، وقد يكون لها جيب نافذ أو أنبوب لأسفل
فاكوليث: بلوتون متوافق عدسي الشكل يحتل عادة قمة طية محدبة أو قاع طية مقعرة
أنبوب بركاني أو عنق بركاني: كتلة صخرية أنبوبية وعمودية تقريبًا، وقد تكون تنفيسًا مغذيًا لبركان
جيب بركاني: كتلة صخرية متوافقة أنبوبية ورقيقة نسبيًا تتدخل على طول مستويات الطباقية
جذع: كتلة صخرية متدخلة غير متوافقة وغير منتظمة وصغيرة

## الخصائص

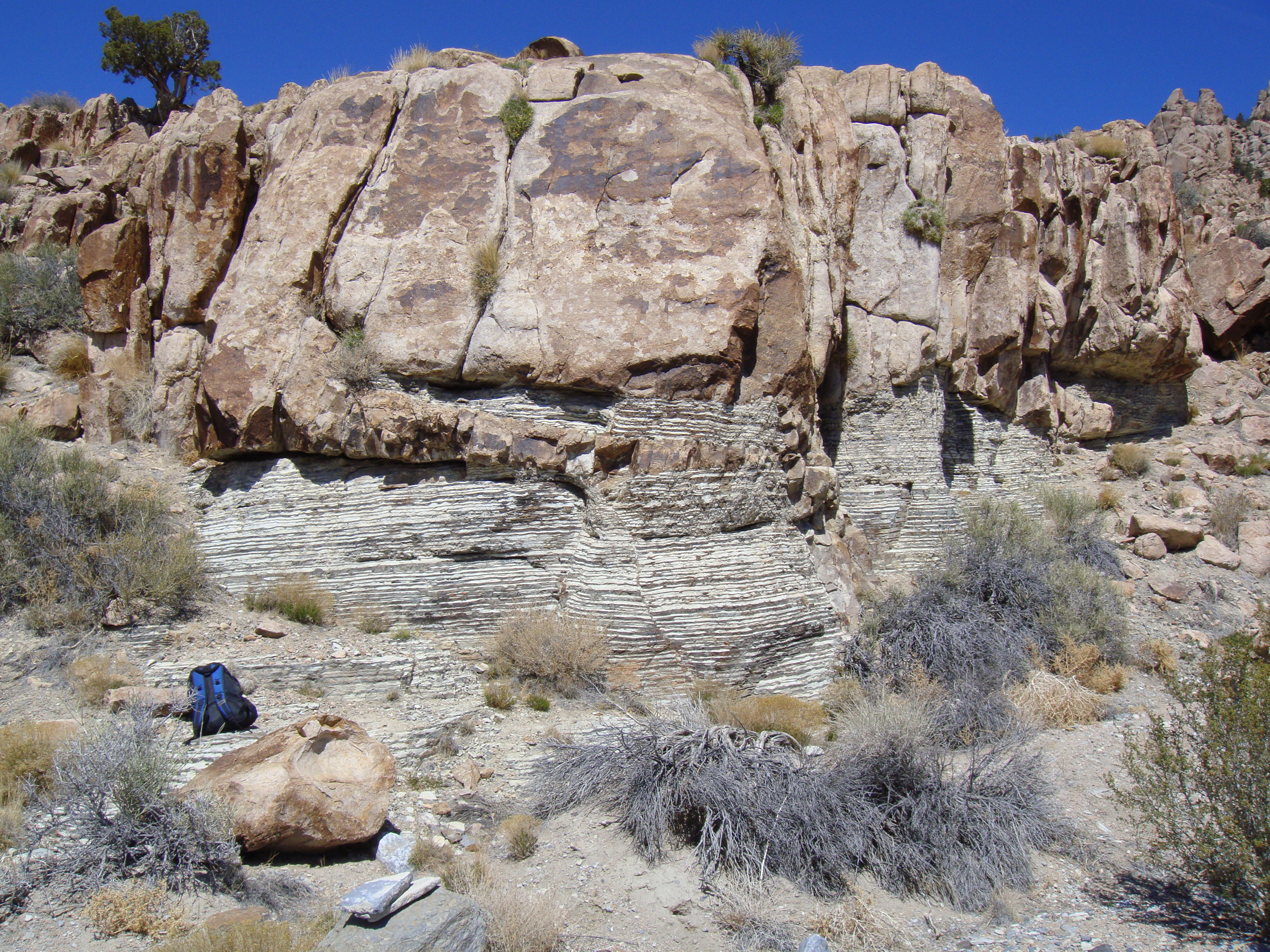
أصابع داخلية (مثل جيب نافذ جزئيًا) متدخلة (مونزونيت قمة نوتش وردي) مع صخر مضيف مخطط أبيض وأسود ممسوخ بدرجة عالية (صخور الكربونات من العصر الكمبري). قرب قمة نوتش، هاوس رينغ، يوتا.

يتم التعرف على التدخلات العميقة الجذور من الطريقة التي انفجرت بها خلال الطبقات الأرضية المتراكبة. تنتج العروق المتشعبة من الشقوق المبطنة، وتكون الحرارة المرتفعة الداخلة في هذه العملية واضحة من صخور المنطقة المجاورة المتغيرة. وحيث إن الحرارة تتبدد ببطء ويكون الصخر تحت ضغط، تتكون بلورات ولا يتواجد شيء زجاجي بارد بشكل سريع. وكما أن عمليات التدخل تستغرق وقتًا للسكون قبل التبلور، فهي ليست مائعة. ولا تتمكن الغازات المحبوسة بداخلها من الخروج خلال الطبقة الكثيفة للطبقات الأرضية التي تم الحقن أسفلها. وتكوّن مثل هذه الغازات تجاويف يمكن ملاحظتها غالبًا في هذه المعادن. كما أن هذه الغازات تتسبب أيضًا في العديد من التعديلات الهامة في بَلورة الصخرة. ولأن هذه البلورات تكون لها نفس الحجم تقريبًا، فيقال إن هذه الصخور حُبيبيّة.
لا يوجد فرق عادة بين الجيل الأول من البلورات منتظمة الشكل الكبيرة والكتلة الأرضية دقيقة الحبيبات، فمعادن كل منها قد تكوّنت بترتيب معين، ولكل منها فترة البلورة التي قد تكون مختلفة تمامًا أو متزامنة أو متداخلة مع فترة تكوّن بعض المكونات الأخرى. فالبلورات الأولى نشأت في وقت كان فيه معظم الصخرة ما زال سائلاً وأكثر أو أقل انتظامًا. والبلورات التالية أقل انتظامًا في الشكل لأنها أجبرت على احتلال المسافات المتروكة بين البلورات المُتكوّنة بالفعل. ويقال على الحالة الأولى كاملة الشكل (أو ذاتية الأوجه)؛ والثانية غير منتظمة الشكل. وهناك أيضًا العديد من الخصائص الأخرى التي تفيد في التمييز بين أعضاء هاتين المجموعتين. على سبيل المثال، الأرثوكليز هو عادة فلدسبار من الجرانيت، بينما تحدث تعديلاته في حمم من تركيبة مشابهة. ينطبق نفس التمييز على أصناف النفلين. واللوسيت شائع في الحمم ولكنه نادر جدًا في الصخور الجوفية. والمسكوفيت يقتصر على عمليات التدخل. وهكذا تبين هذه الاختلافات تأثير الظروف المادية التي تحدث طبقًا لها عملية التماسك.
تتصلب بعض الصخور المتدخلة في الشقوق كالجيب النافذ أو الجيب البركاني المتدخل على عمق ضحل أسفل السطح وتسمى الصخور الوسيطة. وتلك التي تتكون على أعماق كبيرة تسمى صخور جوفية أو سحيقة. وكما هو متوقع، فإنها تظهر بنية وسيطة بين تلك الصخور النابطة والجوفية. وتكون عادة بورفيرية وزجاجية وأحيانًا حويصلية النسيج. وفي الواقع، فإن العديد منها لا يمكن تمييزه في علم الصخور من الحمم ذات التركيبة المشابهة.